# NC (복잡도)
계산 복잡도 이론에서 NC(Nick's Class)는 프로세서가 다항 개인 병렬 컴퓨터가 다항로그 시간에 판정할 수 있는 판정 문제의 집합이다. 다시 말해서, 어떤 문제가 NC라는 것은, 이 문제를 상수 {\displaystyle c}와 {\displaystyle k}에 대해서 병렬 프로세서 {\displaystyle O(n^{k})}개를 써서 {\displaystyle O(\log ^{c}n)}시간에 풀 수 있다는 뜻이다. 스티븐 쿡은 회로를 다항로그 깊이와 다항 크기에 대해서 연구를 많이 한 닉 피펜저의 이름을 따서 Nick's Class 닉 클래스[*]라는 이름을 지었다.
P를 결정론적 튜링 기계가 다룰 수 있는 문제들로 보는 것과 마찬가지로, NC도 병렬 컴퓨터가 효율 있게 다룰 수 있는 문제로 볼 수 있다. 병렬 컴퓨터는 순차 컴퓨터가 시뮬레이트할 수 있기 때문에 NC는 P의 부분집합이다. NC = P인지는 아직 밝혀지지 않았지만, 학계에서는 이 명제가 거짓일 것으로 보고 있다. "본래 순차"이기 때문에 병렬화해서 빠르게 할 수 없는 문제가 존재할 것이라는 뜻이다. NP-완전을 "다룰 수 없을 것 같은" 문제로 보는 것과 같다. 따라서 P-완전도 "병렬화할 수 없을 것 같은", "본래 순차일 것 같은" 문제로 생각할 수 있다.
이 정의에서 병렬 컴퓨터는 병렬이고 임의로 접근할 수 있는 기계(PRAM)라고 볼 수 있다. 이 기계는 메모리를 공유하는 병렬 컴퓨터로, 어떤 프로세서도 메모리에 있는 임의의 비트를 상수 시간에 접근할 수 있다. NC의 정의는 PRAM이 여러 프로세서가 동시에 한 비트에 접근하는 방법을 어떻게 제어하는지에 영향을 받지 않는다. 그 방법에는 CRCW, CREW, EREW 등이 있다. 이러한 모델에 대한 설명은 PRAM을 참고하라.
이와 동등하게 NC는 다항로그 깊이에 게이트가 다항개인 균일 불 회로가 판정할 수 있는 판정 문제들로 정의할 수 있다.
{\displaystyle \mathbf {NC} ^{i}}는 게이트가 다항개이고 깊이가 {\displaystyle O(\log ^{i}n)}인 균일 불 회로로 판정할 수 있는 판정 문제의 복잡도 종류이다. 즉, 프로세서가 다항개인 병렬 컴퓨터로 {\displaystyle O(\log ^{i}n)} 시간에 풀 수 있는 판정 문제의 집합이다.
NC를 공간 복잡도인 L and NL와 관련지을 수 있다.  크리스토스 파파디미트리우가 지은 《계산 복잡도》에 나오는 정리 16.1에 따르면 다음 관계가 성립한다고 한다.
{\displaystyle \mathbf {NC_{1}\subseteq L\subseteq NL\subseteq NC_{2}} }
이와 비슷하게, {\displaystyle \mathbf {NC} ^{i}}는 교대 튜링 기계가 {\displaystyle O(\log n)} 공간을 쓰고 {\displaystyle \log ^{O(1)}n}만큼 교대를 해서 풀 수 있는 문제의 집합과 같다.

## 참고 문헌
- Greenlaw, Raymond, James Hoover, and Walter Ruzzo. Limits To Parallel computation; P-Completeness Theory. ISBN 0-19-508591-4
- Heribert Vollmer. Introduction to Circuit Complexity -- A Uniform Approach. ISBN 3-540-64310-9
- 크리스토스 파파디미트리우 (1994). 〈15.3: 복잡도 종류 NC〉. 《Computational Complexity》 1판. Addison Wesley. 375-381쪽. ISBN 0-201-53082-1.
- 덱스터 코젠 (2006). 〈12: NC와 시공간 복잡도 종류의 관계(Relation of NC to Time-Space Classes)〉. 《Theory of Computation》. Springer. ISBN 1-84628-297-7.